# Nemotaulius brevilinea
Nemotaulius brevilinea là một loài Trichoptera trong họ Limnephilidae. Chúng phân bố ở miền Cổ bắc.